# Dwars (tijdschrift)
Dwars (zonder hoofdletter en gecursiveerd) is het studentenblad van de Universiteit Antwerpen. De redactie van dwars bestaat uit onbezoldigde UA-studenten en ze is redactioneel onafhankelijk van het universiteitsbestuur. Het blad wordt geleid door een hoofdredacteur, die jaarlijks door de redactie wordt verkozen. Sinds 2003 wordt deze geregeld bijgestaan door een eveneens verkozen adjunct-hoofdredacteur en/of redactiesecretaris.
Het blad is gratis verkrijgbaar op alle campussen van de Universiteit Antwerpen: de Stadscampus, campus Middelheim, campus Groenenborger en campus Drie Eiken. Het magazine wordt maandelijks door de redactie uitgedeeld of kan gevonden worden in speciale verdeelbakken.
Het eerste nummer van dwars verscheen in november 2001, reeds twee jaar voor de eenmaking van de Universiteit Antwerpen. Het blad heeft een originele vormgeving, met liggende vellen die verbonden zijn langs de korte zijde.

## Hoofdredactie
| dwarsnummers     | jaargang                                                                | hoofdredactie |
| ---------------- | ----------------------------------------------------------------------- | --- |
| 1 - 6            | jaargang 1 (academiejaar 2001-2002)                                     | Jan Adriaenssens - hoofdredacteur |
| 7 - 12           | jaargang 2 (academiejaar 2002-2003)                                     | Jan Adriaenssens - hoofdredacteur |
| 13 - 19          | jaargang 3 (academiejaar 2003-2004)                                     | Matthias Debruyn - hoofdredacteur Ewald Peters - redactiesecretaris |
| 20 - 26          | jaargang 4 (academiejaar 2004-2005)                                     | Kristof De Pooter - hoofdredacteur Thomas Vanhees - redactiesecretaris |
| 27 - 33          | jaargang 5 (academiejaar 2005-2006)                                     | Michiel Verbist - hoofdredacteur Bart Braem - redactiesecretaris |
| 34 - 40          | jaargang 6 (academiejaar 2006-2007)                                     | Ciska Hoet - hoofdredacteur Delphine De Pauw - redactiesecretaris |
| 41 - 47          | jaargang 7 (academiejaar 2007-2008)                                     | Ciska Hoet - hoofdredacteur Astrid De Wit - adjunct-hoofdredacteur Jonas Vincken - redactiesecretaris |
| 48 - 53          | jaargang 8 (academiejaar 2008-2009)                                     | Kirsten Cornelissen - hoofdredacteur Maxie Eckert - redactiesecretaris |
| B☆LGAPERS        | special naar aanleiding van de Bolognatop in Leuven en Louvain-la-Neuve | samenwerking dwars, Veto, Schamper en De Moeial, hoofdredactie voor dwars: Kirsten Cornelissen - hoofdredacteur Maxie Eckert - redactiesecretaris |
| 54 - 60          | jaargang 9 (academiejaar 2009-2010)                                     | Folker Debusscher - hoofdredacteur Sarah Schrauwen - adjunct-hoofdredacteur Tom Vingerhoets - redactiesecretaris |
| 61 - 66          | jaargang 10 (academiejaar 2010-2011)                                    | Yannick Dekeukelaere - hoofdredacteur Floris Geerts - adjunct-hoofdredacteur Hannelore De porte (61-63) - redactiesecretaris |
| 67 - 71          | jaargang 11 (academiejaar 2011-2012)                                    | Yannick Dekeukelaere - hoofdredacteur Floris Geerts - adjunct-hoofdredacteur |
| 75 - 81          | jaargang 12 (academiejaar 2012-2013)                                    | Max Neetens - hoofdredacteur Lynn Van de Perre - redactiesecretaris |
| 82 - 88          | jaargang 13 (academiejaar 2013-2014)                                    | Thibault Winants - hoofdredacteur Judith Buysse - adjunct-hoofdredacteur |
| 89 - 95          | jaargang 14 (academiejaar 2014-2015)                                    | Judith Buysse - hoofdredacteur Julie Colpaert - adjunct-hoofdredacteur |
| 96 - 103         | jaargang 15 (academiejaar 2015-2016)                                    | Julie Colpaert - hoofdredacteur Yannick De Meulder - adjunct-hoofdredacteur Anouk Buelens-Terryn - redactiesecretaris |
| 104 - 110        | jaargang 16 (academiejaar 2016-2017)                                    | Yannick De Meulder - hoofdredacteur Anouk Buelens-Terryn - adjunct-hoofdredacteur Stijn Demarbaix - redactiesecretaris |
| 111 - 116        | jaargang 17 (academiejaar 2017-2018)                                    | Anouk Buelens-Terryn - hoofdredacteur Donna Kerseboom - adjunct-hoofdredacteur Amaury De Meulder - redactiesecretaris |
| 117 - 122        | jaargang 18 (academiejaar 2018-2019)                                    | Suzanne Roes - hoofdredacteur Maxene Willems - adjunct-hoofdredacteur (117-119) Selena de Waard - redactiesecretaris (117-119) & adjunct-hoofdredacteur (120-122)                                                                                         |
| 123 - 126        | jaargang 19 (academiejaar 2019-2020)                                    | Daan Krake - hoofdredacteur (123-125) Tino Mourik - adjunct-hoofdredacteur (123-125) & hoofdredacteur (126) Margo Buelens-Terryn - adjunct-hoofdredacteur (126) Tim Vermeiren - adjunct-hoofdredacteur (126) Matthias Van Laer - redactiesecretaris (126) |
| 127 - 128        | jaargang 19 (academiejaar 2019-2020)                                    | geen dwars door coronapandemie |
| 129 - 137        | jaargang 20 (academiejaar 2020-2021)                                    | Tino Mourik - hoofdredacteur Margaux Albertijn - adjunct-hoofdredacteur Matthias Van Laer - adjunct-hoofdredacteur Tim Vermeiren - adjunct-hoofdredacteur                                                                                                 |
| 138 - 144        | jaargang 21 (academiejaar 2021-2022)                                    | Margaux Albertijn - hoofdredacteur Tim Vermeiren - hoofdredacteur (138-142) & secretaris (143-144) Dominique Geschiere - secretaris (141-142) & hoofdredacteur (143-144)                                                                                  |
| verkenningsdwars | special naar aanleiding van het begin van het nieuwe academiejaar       | Margaux Albertijn - hoofdredacteur Dominique Geschiere - hoofdredacteur Tim Vermeiren - coördinator |
| 145 - 151        | jaargang 22 (academiejaar 2022-2023)                                    | Margaux Albertijn - hoofdredacteur Dominique Geschiere - hoofdredacteur (145-148) Edith Coen - hoofdredacteur (149) Tim Vermeiren - coördinator |
| verkenningsdwars | special naar aanleiding van het begin van het nieuwe academiejaar       | Emma Mertens - hoofdredacteur Pebbles Antonissen - hoofdredacteur |
| 152 - 158        | jaargang 23 (academiejaar 2023-2024)                                    | Emma Mertens - hoofdredacteur Pebbles Antonissen - hoofdredacteur Thijs van Dam - redactiesecretaris (154-158) |
| verkenningsdwars | special naar aanleiding van het begin van het nieuwe academiejaar       | Thijs van Dam - hoofdredacteur Julie Vanstraelen - adjunct-hoofdredacteur |
| 159 - heden      | jaargang 24 (academiejaar 2024-2025)                                    | Thijs van Dam - hoofdredacteur Julie Vanstraelen - adjunct-hoofdredacteur |